# 福岡・ウガンダ友好協会
福岡・ウガンダ友好協会（ふくおか・ウガンダゆうこうきょうかい、FUkuoka‐Ugannda‐Friendship‐Association）は、福岡県春日市を拠点としたNPO法人。日本とウガンダ、および関係諸国との文化交流、教育、情報共有を通して、双方の友好関係を促進し、発展を続けるための活動に取り組むことを目的としている。略称はFUUFA。

## 概要
2013年までに5基の井戸をウガンダのブコメロを中心とした地域に寄贈している。また、ウガンダの特産品や民芸品などをバザーや文化祭などで販売する活動を行っている。

## 沿革
- 2009年（平成21年）5月17日 - 設立。
- 2013年（平成25年）9月20日 - 法人設立。名称が「特定非営利活動法人 福岡・ウガンダ友好協会」となる。